# Jay Sekulow

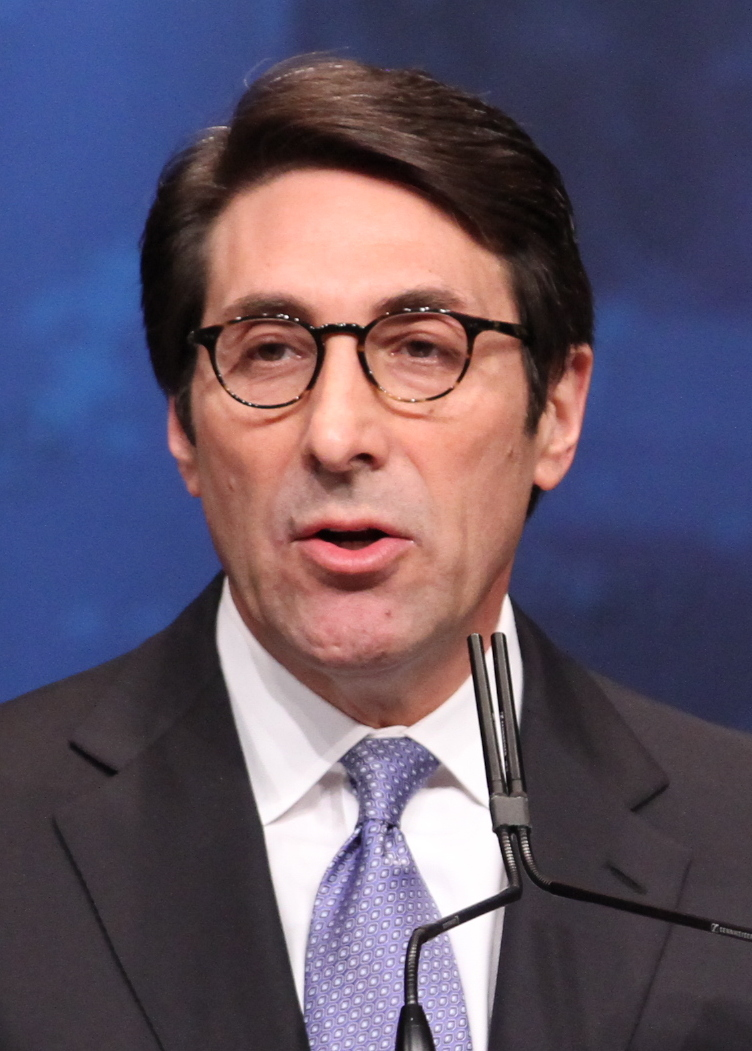
Jay Sekulow, 2012

Jay Alan Sekulow (* 1957 in Brooklyn) ist ein US-amerikanischer Anwalt und der Leiter der evangelikalen Lebensrechtsorganisation American Center for Law and Justice (ACLJ). Er verteidigte unter anderem US‐Präsident Donald Trump in dem Amtsenthebungsverfahren gegen ihn.

## Leben
Sekulow wurde in Brooklyn als Sohn jüdischer Eltern geboren. Er wuchs in Long Island und Atlanta auf. Während seines Studiums am Atlanta Baptist College bekehrte sich Sekulow zum Christentum. Das Studium der Rechtswissenschaften an der Mercer University schloss Sekulow als Bachelor ab und promovierte danach zum Doktor der Rechtswissenschaften. Während des Studiums war er Mitherausgeber einer juristischen Fachzeitschrift, dem Mercer Law Review. Die Regent University verlieh ihm einen Doktor der Philosophie für eine Dissertation über die US-amerikanische Rechtsgeschichte.

## Karriere
Als junger Jurist arbeitete Sekulow im Büro des Chefanwaltes des Internal Revenue Service, der Bundessteuerbehörde der Vereinigten Staaten, als Steuerfachanwalt, der das Finanzministerium der Vereinigten Staaten in Fällen vor dem Steuersenat des Bundesgerichtes der Vereinigten Staaten vertrat. Sekulow eröffnete danach eine eigene Kanzlei, nahm aber nach dem Bankrott seiner Firma eine Anstellung als Anwalt bei dem evangelikalen Missionswerk Jews for Jesus an, für das er erfolgreich mehrere Verfahren vor dem Obersten Gerichtshof der Vereinigten Staaten führte.
1992 wurde er der Direktor und Chefanwalt des American Center for Law and Justice (ACLJ). ACLJ wurde 1990 von dem evangelikalen Fernsehprediger Pat Robertson gegründet.
Im Januar 2020 wurde bekannt, dass er gemeinsam mit dem Rechtsberater des Weißen Hauses, Pat Cipollone, die Verteidigung gegen das Amtsenthebungsverfahren gegen Donald Trump führen wird.